# Clan Hoshina

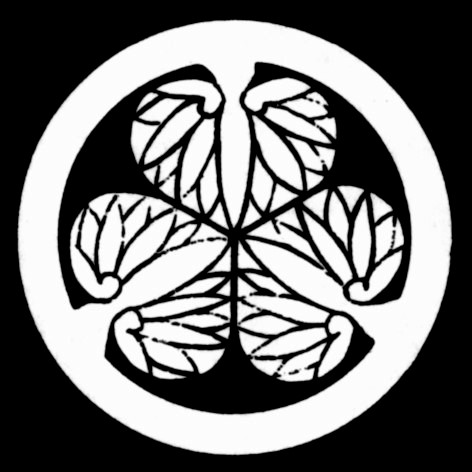
Imagen del clan Hoshina

El clan Hoshina (保科氏 Hoshina-shi?) es un clan japonés, rama del clan Minamoto, cuyos miembros aseguran ser descendientes del Emperador Seiwa. 
Fueron famosos por su rol de servidores del clan Takeda en el siglo XVI. En el periodo Edo, de clan surgieron dos importantes familias de daimyōs: una en el dominio de Aizu, la otra en el dominio de Iino. El clan Aizu-Hoshina es descendiente de Hoshina Masayuki, hijo de Tokugawa Hidetada, adoptado por Hoshina Masamitsu. 
Matsudaira Katamori y Hoshina Masaari fueron dos prominentes figuras del Bakumatsu, ambos miembros del clan Hoshina.